# Edwin B. Willis
Edwin Booth Willis (* 28. Januar 1893 in Decatur, Illinois; † 26. November 1963 in Hollywood, Los Angeles) war ein US-amerikanischer Szenenbildner beim Film.

## Leben
Nach seinem Kriegsdienst im Ersten Weltkrieg kam Edwin B. Willis 1919 zu den Goldwyn Studios. 1925 wurde er von MGM unter Vertrag genommen und war bis zum Ende seiner Karriere in Hollywood als Szenenbildner und Ausstatter ausschließlich für dieses Filmstudio tätig. Dabei kam er bei zahlreichen prestigeträchtigen Produktionen zum Einsatz, wie beispielsweise bei den Greta-Garbo-Filmen Königin Christine (1933), Anna Karenina (1935), Die Kameliendame (1936) und Ninotschka (1939).
Er wirkte unter der Leitung namhafter Regisseure wie Howard Hawks, Ernst Lubitsch, Fritz Lang und George Cukor und arbeitete besonders häufig mit dem legendären Szenenbildner Cedric Gibbons zusammen, mit dem er mehrfach für den Oscar nominiert wurde. Für acht Filme, darunter die Filmdramen Blüten im Staub (1941) und Das Haus der Lady Alquist (1944) sowie das Filmmusical Ein Amerikaner in Paris (1951), wurde er mit der begehrten Trophäe ausgezeichnet. Nach seiner Mitwirkung an mehr als 600 verschiedenen Filmproduktionen zog sich Willis 1957 aus dem Filmgeschäft zurück.
Von 1922 bis 1930 war Willis mit Naomi Agnes verheiratet. Aus der Ehe ging ein Kind hervor. Er starb 1963 im Alter von 70 Jahren in Hollywood an Krebs. Er wurde im Forest Lawn Memorial Park in Glendale, Kalifornien, beigesetzt.

## Filmografie (Auswahl)
- 1933: Rendez-vous in Wien (Reunion in Vienna) – Regie: Sidney Franklin
- 1933: Rückkehr aus der Fremde (The Stranger’s Return) – Regie: King Vidor
- 1933: Der Boxer und die Lady (The Prizefighter and the Lady) – Regie: Howard Hawks, W. S. Van Dyke
- 1933: Ich tanze nur für Dich (Dancing Lady) – Regie: Robert Z. Leonard
- 1933: Königin Christine (Queen Christina) – Regie: Rouben Mamoulian
- 1933: Sexbombe (Bombshell) – Regie: Victor Fleming
- 1933: Ganovenbraut (Hold Your Man) – Regie: Sam Wood
- 1933: Herz zu verschenken (Beauty for Sale) – Regie: Richard Boleslawski
- 1933: Die Hafen-Annie (Tugboat Annie) – Regie: Mervyn LeRoy
- 1934: Zwei Herzen auf der Flucht (Fugitive Lovers) – Regie: Richard Boleslawski
- 1934: Manhattan Melodrama – Regie: W. S. Van Dyke
- 1934: Der dünne Mann (The Thin Man) – Regie: W. S. Van Dyke
- 1934: Millionäre bevorzugt (The Girl from Missouri) – Regie: Jack Conway
- 1934: Geheimagent 13 (Operator 13) – Regie: Richard Boleslawski
- 1934: Die lustige Witwe (The Merry Widow) – Regie: Ernst Lubitsch
- 1934: Der bunte Schleier (The Painted Veil) – Regie: Richard Boleslawski
- 1934: Ich kämpfe für dich (Evelyn Prentice) – Regie: William K. Howard
- 1935: Nach Büroschluss (After Office Hours) – Regie: Robert Z. Leonard
- 1935: Abenteuer im Gelben Meer (China Seas) – Regie: Tay Garnett
- 1935: Das Rätsel von Zimmer 309 (One New York Night) – Regie: Jack Conway
- 1935: Der elektrische Stuhl (The Murder Man)
- 1935: Anna Karenina – Regie: Clarence Brown
- 1935: Spione küßt man nicht (Rendezvous) – Regie: William K. Howard und Sam Wood
- 1935: Der Polizeibericht meldet … (Woman Wanted) – Regie: George B. Seitz
- 1935: Ein Arzt für alle Fälle (Society Doctor) – Regie: George B. Seitz
- 1935: Blutige Perlen (Whipsaw) – Regie: Sam Wood
- 1936: Der große Ziegfeld (The Great Ziegfeld) – Regie: Robert Z. Leonard
- 1936: Blinde Wut (Fury) – Regie: Fritz Lang
- 1936: San Francisco – Regie: W. S. Van Dyke
- 1936: Lustige Sünder (Libeled Lady) – Regie: Jack Conway
- 1936: Die Kameliendame (Camille) – Regie: George Cukor
- 1937: Die gute Erde (The Good Earth) – Regie: Sidney Franklin
- 1937: Saratoga (Saratoga) – Regie: Jack Conway
- 1938: Love Finds Andy Hardy – Regie: George B. Seitz
- 1938: Marie Antoinette (Marie Antoinette) – Regie: W. S. Van Dyke
- 1938: Teufelskerle (Boys Town) – Regie: Norman Taurog
- 1938: Rich Man, Poor Girl – Regie: Reinhold Schünzel
- 1938: Brennendes Feuer der Leidenschaft (The Shining Hour) – Regie: Frank Borzage
- 1938: Of Human Hearts – Regie: Clarence Brown
- 1939: Die Abenteuer des Huckleberry Finn (The Adventures of Huckleberry Finn) – Regie: Richard Thorpe
- 1939: Der Zauberer von Oz (The Wizard of Oz) – Regie: Victor Fleming
- 1939: Die Frauen (The Women) – Regie: George Cukor
- 1939: Ninotschka (Ninotchka) – Regie: Ernst Lubitsch
- 1939: Die Marx Brothers im Zirkus (At the Circus) – Regie: Edward Buzzell
- 1939: Remember? – Regie: Norman Z. McLeod
- 1939: Balalaika – Regie: Reinhold Schünzel
- 1940: Comrade X – Regie: King Vidor
- 1940: Rendezvous nach Ladenschluß (The Shop Around the Corner) – Regie: Ernst Lubitsch
- 1940: Broadway Melodie 1940 (Broadway Melody of 1940) – Regie: Norman Taurog
- 1940: Der junge Edison (Young Tom Edison) – Regie: Norman Taurog
- 1940: Nordwest-Passage (Northwest Passage) – Regie: King Vidor
- 1940: Die wunderbare Rettung (Strange Cargo) – Regie: Frank Borzage
- 1940: Der große Edison (Edison, the Man) – Regie: Clarence Brown
- 1940: Ihr erster Mann (Waterloo Bridge) – Regie: Mervyn LeRoy
- 1940: Susan und der liebe Gott (Susan and God) – Regie: George Cukor
- 1940: Tödlicher Sturm (The Mortal Storm) – Regie: Robert Z. Leonard
- 1940: Stolz und Vorurteil (Pride and Prejudice) – Regie: Robert Z. Leonard
- 1940: Liebling, du hast dich verändert (I Love You Again) – Regie: W. S. Van Dyke
- 1940: Die Nacht vor der Hochzeit (The Philadelphia Story) – Regie: George Cukor
- 1941: Komm, bleib bei mir (Come Live with Me) – Regie: Clarence Brown
- 1941: Gefährliche Liebe (Rage in Heaven) – Regie: W. S. Van Dyke
- 1941: Die Frau mit der Narbe (A Woman’s Face) – Regie: George Cukor
- 1941: Der letzte Bandit (Billy the Kid) – Regie: David Miller
- 1941: Blüten im Staub (Blossoms in the Dust) – Regie: Mervyn LeRoy
- 1941: Fluchtweg unbekannt (They Met in Bombay) – Regie: Clarence Brown
- 1941: Arzt und Dämon (Dr. Jekyll and Mr. Hyde) – Regie: Victor Fleming
- 1941: When Ladies Meet – Regie: Robert Z. Leonard
- 1941: Die Frau mit den zwei Gesichtern (Two-Faced Woman) – Regie: George Cukor
- 1942: Die Frau, von der man spricht (Woman of the Year) – Regie: George Stevens
- 1942: Die Spur im Dunkel (Eyes in the Night) – Regie: Fred Zinnemann
- 1942: Mrs. Miniver – Regie: William Wyler
- 1942: Gefundene Jahre (Random Harvest) – Regie: Mervyn LeRoy
- 1943: Gefährliche Flitterwochen (Above Suspicion) – Regie: Richard Thorpe
- 1943: Madame Curie – Regie: Mervyn LeRoy
- 1943: Kampf in den Wolken (A Guy Named Joe) – Regie: Victor Fleming
- 1944: Das Haus der Lady Alquist (Gaslight) – Regie: George Cukor
- 1944: The White Cliffs of Dover – Regie: Clarence Brown
- 1944: Das Gespenst von Canterville (The Canterville Ghost) – Regie: Jules Dassin
- 1944: Tagebuch einer Frau (Mrs. Parkington) – Regie: Tay Garnett
- 1944: Kleines Mädchen, großes Herz (National Velvet) – Regie: Clarence Brown
- 1945: Broadway Melodie 1950 (Ziegfeld Follies) – Regie: u. a. Vincente Minnelli, George Sidney
- 1945: Die Entscheidung (The Valley of Decision) – Regie: Tay Garnett
- 1945: Mann ohne Herz (Adventure) – Regie: Victor Fleming
- 1945: Yolanda und der Dieb (Yolanda and the Thief) – Regie: Vincente Minnelli
- 1945: Weekend im Waldorf (Week-End at the Waldorf) – Regie: Robert Z. Leonard
- 1945: Das Bildnis des Dorian Gray (The Picture of Dorian Gray) – Regie: Albert Lewin
- 1946: Im Netz der Leidenschaften (The Postman Always Rings Twice) – Regie: Tay Garnett
- 1946: Die Wildnis ruft (The Yearling) – Regie: Clarence Brown
- 1946: Bis die Wolken vorüberzieh’n (Till the Clouds Roll By) – Regie: Richard Whorf
- 1946: Ball in der Botschaft (Holiday in Mexico) – Regie: George Sidney
- 1946: Geheimnis des Herzens (The Secret Heart) – Regie: Robert Z. Leonard
- 1946: Eine Falle für den Banditen (Bad Bascomb) – Regie: S. Sylvan Simon
- 1947: Der Windhund und die Lady (The Hucksters) – Regie: Jack Conway
- 1947: Desire Me – Regie: George Cukor u. a.
- 1947: Good News – Regie: Charles Walters
- 1947: Anklage: Mord (High Wall) – Regie: Curtis Bernhardt
- 1947: Liebe auf den zweiten Blick (Living in a Big Way) – Regie: Gregory La Cava
- 1947: Bezaubernde Lippen (This Time for Keeps) – Regue: Richard Thorpe
- 1947: Hoppla, hier kommt Merton! (Merton of the Movies) – Regie: Robert Alton
- 1947: Tanz ohne Ende (The Unfinished Dance) – Regie: Henry Koster
- 1947: Killer McCoy – Regie: Roy Rowland
- 1947: Ihre beiden Verehrer (It Happened in Brooklyn) – Regie: Richard Whorf
- 1948: B.F.’s Daughter – Regie: Robert Z. Leonard
- 1948: Der Superspion (A Southern Yankee) – Regie: Edward Sedgwick
- 1948: Wirbel um Judy (A Date with Judy) – Regie: Richard Thorpe
- 1948: Auf einer Insel mit dir (On an Island with You) – Regie: Richard Thorpe
- 1948: Die unvollkommene Dame (Julia Misbehaves) – Regie: Jack Conway
- 1948: Die drei Musketiere (The Three Musketeers) – Regie: George Sidney
- 1948: Liebe an Bord (Luxury Liner) – Regie: Richard Whorf
- 1948: Dr. Johnsons Heimkehr (Homecoming) – Regie: Mervyn LeRoy
- 1948: Ein Bandit zum Küssen (The Kissing Bandit) – Regie: László Benedek
- 1949: Geheimaktion Carlotta (The Bribe) – Regie: Robert Z. Leonard
- 1949: The Stratton Story – Regie: Sam Wood
- 1949: Kleine tapfere Jo (Little Women) – Regie: Mervyn LeRoy
- 1949: Kesselschlacht (Battleground) – Regie: William A. Wellman
- 1949: Neptuns Tochter (Neptune’s Daughter) – Regie: Edward Buzzell
- 1949: Tänzer vom Broadway (The Barkleys of Broadway) – Regie: Charles Walters
- 1949: Das Schicksal der Irene Forsyte (That Forsyte Woman) – Regie: Compton Bennett
- 1949: Madame Bovary und ihre Liebhaber (Madame Bovary) – Regie: Vincente Minnelli
- 1949: Verlorenes Spiel (East Side, West Side) – Regie: Mervyn LeRoy
- 1949: Hoher Einsatz (Any Number Can Play) – Regie: Mervyn LeRoy
- 1949: Kuß um Mitternacht (That Midnight Kiss) – Regie: Norman Taurog
- 1949: Spiel zu dritt (Take Me Out to the Ball Game) – Regie: Busby Berkeley
- 1949: Sumpf des Verbrechens (Scene of the Crime) – Regie: Roy Rowland
- 1949: Frauen um Dr. Corday (The Doctor and the Girl) – Regie: Curtis Bernhardt
- 1950: Die Letzten von Fort Gamble (Ambush) – Regie: Sam Wood
- 1950: Ein charmanter Flegel (Key to the City) – Regie: George Sidney
- 1950: Drei Männer für Alison (Please Believe Me) – Regie: Norman Taurog
- 1950: The Magnificent Yankee – Regie: John Sturges
- 1950: Einmal eine Dame sein (Two Weeks with Love) – Regie: Roy Rowland
- 1950: Nancy geht nach Rio (Nancy Goes to Rio) – Regie: Robert Z. Leonard
- 1950: Vater der Braut (Father of the Bride) – Regie: Vincente Minnelli
- 1950: König Salomons Diamanten (King Solomon’s Mines) – Regie: Compton Bennett
- 1950: Der Unglücksrabe (The Yellow Cab Man) – Regie: Jack Donohue
- 1950: Der einsame Champion (Right Cross) – Regie: John Sturges
- 1950: Drohende Schatten (Shadow on the Wall) – Regie: Pat Jackson
- 1950: Tod im Nacken (To Please a Lady) – Regie: Clarence Brown
- 1950: Brustbild, bitte! (Watch the Birdie) – Regie: Jack Donohue
- 1950: Wilde Jahre in Lawrenceville (The Happy Years) – Regie: William A. Wellman
- 1950: Blutiger Staub (The Outriders) – Regie: Roy Rowland
- 1950: Liebeslied auf Tahiti (Pagan Love Song) – Regie: Robert Alton
- 1950: Mein Leben gehört mir (A Life of Her Own) – Regie: George Cukor
- 1951: Der Gauner und die Lady (The Law and the Lady) – Regie: Edwin H. Knopf
- 1951: Hübsch, jung und verliebt (Rich, Young and Pretty)
- 1951: Ein Amerikaner in Paris (An American in Paris) – Regie: Vincente Minnelli
- 1951: Zu jung zum Küssen (Too Young to Kiss) – Regie: Robert Z. Leonard
- 1951: Grund zur Aufregung (Cause for Alarm!) – Regie: Tay Garnett
- 1951: Drei auf Abenteuer (Soldiers Three) – Regue: Tay Garnett
- 1951: Kind Lady
- 1951: Von Gier besessen (Inside Straight) – Regie: Gerald Mayer
- 1951: Anwalt des Verbrechens (The Unknown Man) – Regie: Richard Thorpe
- 1951: Der Mordprozeß O’Hara (The People Against O’Hara) – Regie: John Sturges
- 1951: Der Cowboy, den es zweimal gab (Callaway Went Thataway) – Regie: Norman Panama und Melvin Frank
- 1951: Begegnung in Tunis (The Light Touch) – Regie: Richard Brooks
- 1951: Karneval in Texas (Texas Carnival) – Regie: Charles Walters
- 1951: Der Mann in Schwarz (The Man with a Cloak) – Regie: Fletcher Markle
- 1952: Mann gegen Mann (Lone Star) – Regie: Vincent Sherman
- 1952: Männer machen Mode (Lovely to Look At) – Regie: Mervyn LeRoy
- 1952: Du sollst mein Glücksstern sein (Singin’ in the Rain) – Regie: Stanley Donen, Gene Kelly
- 1952: Pat und Mike (Pat and Mike) – Regie: George Cukor
- 1952: Im Schatten der Krone (The Prisoner of Zenda) – Regie: Richard Thorpe
- 1952: Stadt der Illusionen (The Bad and the Beautiful) – Regie: Vincente Minnelli
- 1952: Die goldene Nixe (Million Dollar Mermaid) – Regie: Mervyn Le Roy
- 1952: Nur dies eine Mal (Just This Once) – Regie: Don Weis
- 1952: Die letzte Entscheidung (Above and Beyond) – Regie: Melvin Frank und Norman Panama
- 1952: Mädels ahoi (Skirts Ahoy!) – Regie: Sidney Lanfield
- 1952: Frau in Weiß (The Girl in White) – Regie: John Sturges
- 1952: Die Schönste von New York (The Belle of New York) – Regie: Charles Walters
- 1952: Stärker als Ketten (Carbine Williams) – Regie: Richard Thorpe
- 1952: Verkauft und verraten (The Sellout) – Regie: Gerald Mayer
- 1952: Abenteuer in Rom (When in Rome) – Regie: Clarence Brown
- 1952: Geborgtes Glück (Invitation) – Regie: Gottfried Reinhardt
- 1953: War es die große Liebe? (The Story of Three Loves) – Regie: Vincente Minnelli, Gottfried Reinhardt
- 1953: Skandal um Patsy (Scandal at Scourie) – Regie: Jean Negulesco
- 1953: Arena – Regie: Richard Fleischer
- 1953: Julius Caesar – Regie: Joseph L. Mankiewicz
- 1953: Eine Leiche auf Rezept (Remains to bei Seen) – Regie: Don Weis
- 1953: Die schwarze Perle (All the Brothers Were Valiant) – Regie: Richard Thorpe
- 1953: Du bist so leicht zu lieben (Easy to Love) – Regie: Charles Walters
- 1953: Verrat im Fort Bravo (Escape from Fort Bravo) – Regie: John Sturges
- 1953: Die Wasserprinzessin (Dangerous When Wet) – Regie: Charles Walters
- 1953: Sombrero – Regie: Norman Foster
- 1953: Eine Chance für Suzy (Give a Girl a Break) – Regie: Stanley Donen
- 1954: Symphonie des Herzens (Rhapsody) – Regie: Charles Vidor
- 1954: Ihre zwölf Männer (Her Twelve Men) – Regie: Robert Z. Leonard
- 1954: Verwegene Landung (Men of the Fighting Lady) – Regie: Andrew Marton
- 1954: Brigadoon – Regie: Vincente Minnelli
- 1955: Vorwiegend heiter (It’s Always Fair Weather) – Regie: Stanley Donen, Gene Kelly
- 1955: Und morgen werd’ ich weinen (I’ll Cry Tomorrow) – Regie: Daniel Mann
- 1955: Die Saat der Gewalt (Blackboard Jungle) – Regie: Richard Brooks
- 1956: Die Hölle ist in mir (Somebody Up There Likes Me) – Regie: Robert Wise
- 1956: Die erste Kugel trifft (The Fastest Gun Alive) – Regie: Russell Rouse
- 1956: Die Macht und ihr Preis (The Power and the Prize) – Regie: Henry Koster
- 1956: Die oberen Zehntausend (High Society) – Regie: Charles Walters
- 1956: Vincent van Gogh – Ein Leben in Leidenschaft (Lust for Life) – Regie: Vincente Minnelli
- 1956: Das kleine Teehaus (The Teahouse of the August Moon) – Regie: Daniel Mann
- 1957: Seidenstrümpfe (Silk Stockings) – Regie: Rouben Mamoulian
- 1957: Das Land des Regenbaums (Raintree County) – Regie: Edward Dmytryk
- 1957: Schlucht des Verderbens (Gun Glory) – Regie: Roy Rowland

## Auszeichnungen
Edwin B. Willis wurde zusammen mit anderen Szenenbildnern, zumeist mit Cedric Gibbons, insgesamt 32 Mal für den Oscar in der Kategorie Bestes Szenenbild nominiert. Gewinnen konnte er den Preis für folgende acht Filme:
- 1942: Blüten im Staub (Blossoms in the Dust)
- 1945: Das Haus der Lady Alquist (Gaslight)
- 1947: Die Wildnis ruft (The Yearling)
- 1950: Kleine tapfere Jo (Little Women)
- 1952: Ein Amerikaner in Paris (An American in Paris)
- 1953: Stadt der Illusionen (The Bad and the Beautiful)
- 1954: Julius Caesar
- 1957: Die Hölle ist in mir (Somebody Up There Likes Me)